# Castello di Baselica
Il castello di Baselica è una fortificazione situata nell'omonima località nei pressi di Settima, frazione del comune italiano di Gossolengo, in provincia di Piacenza. L'edificio si trova nella pianura Padana a pochi chilometri dal fiume Trebbia.

## Storia
Mentre la località in cui sorge trae le sue origini da una basilica rurale di epoca antica, la costruzione del castello è più recente, esso fu infatti edificato da Nicolino Tedeschi che ricevette l'autorizzazione alla costruzione il 2 dicembre 1400 da parte del duca di Milano Gian Galeazzo Visconti. Nel 1486 Daniele I Tedeschi ottenne da parte di Gian Galeazzo Maria Visconti l'investitura sul castello e il titolo di conte.
All'inizio del XVI secolo il maniero, unitamente al castello di Corano, entrò a far parte delle proprietà del ramo di Riva e Montesanto della famiglia Anguissola, a seguito del matrimonio di Beatrice Radini Tedeschi con Gian Giacomo Anguissola.
Nel 1514 fu assalito e saccheggiato da qualche migliaio di soldati al servizio dei ghibellini piacentini che si macchiarono di diverse infamie durante e dopo l'assalto. Di nuovo, il 31 dicembre 1526, il castello fu attaccato dai lanzichenecchi guidati da Roberto Sanseverino. Entrato a far parte dei beni della Camera Ducale farnesiana, nel marzo 1570 fu assegnato al conte Ludovico Radini Tedeschi. Successivamente, a seguito di un'eredità, una parte dell'edificio divenne di proprietà della famiglia Piombino Appiani di Aragona, che nel 1675 ne risultava comproprietaria.
Successivamente il castello venne riadattato ad azienda agricola e nella seconda metà del Novecento risultava di proprietà delle famiglie Rezzoagli, Mazza e Repetti.

## Struttura
L'edificio, che si presenta in condizioni di conservazione precarie, risente della commistione di diverse fasi realizzative, nonostante questo, secondo l'architetto Carlo Perogalli, esse non arrivano a intaccare l'unitarietà delle forme che compongono il complesso.
Il castello presenta una pianta rettangolare con cortile interno dotato di quattro corpi di fabbrica dotati di torri le quali sono in leggera sporgenza rispetto alle cortine. Tanto le torri, quanto i muri esterni dei corpi di fabbrica si presentano leggermente scarpati verso l'originario fossato, poi interrato. Sulle facciate sud ed est si notano tre ordini di merli di stile ghibellino inglobati nei muri a diverse quote, nella parte bassa del muro, nella zona superiore e, infine, immediatamente al di sotto del tetto, che vi si appoggia. Queste merlatura testimoniano interventi di sopraelevazione succedutesi in periodi diversi, ma probabilmente contigui.
Sul fronte meridionale, corpo dedicato ad un uso residenziale, si trovano, al di sopra della merlatura, diversi grandi finestroni archiacuti, alcuni murati, di gusto quattrocentesco. Sul fronte opposto dello stesso corpo sono presenti finestroni di fattura analoga che si aprono verso il cortile interno da quello che doveva essere in origine un salone di rappresentanza, la cui realizzazione non venne però mai completata. Tutto il cortile, notevolmente modificato rispetto all'aspetto originario, presenta un ballatoio che poggia su mensoloni. Sul lato occidentale si trovano alcune tracce dell'originario ponte levatoio. Sui lati nord e ovest e sulla torre posta tra di loro si riconoscono alcuni elementi che fanno pensare a un tentativo, poi abortito, di trasformazione del castello in dimora signorile.
Fino al 1880 l'intero complesso era circondato da un'ulteriore cinta muraria, che presentava merli e feritoie ed era probabilmente circondata da un secondo fossato; a questa cinta vennero, a partire da quell'anno, addossate diverse costruzioni ad uso rurale.
Gli interni si presentano particolarmente cambiati rispetto alla costruzione del castello: nel 1680 era documentata la presenza di una camera dell'altare, posta al piano terra e dotata "di un oratorio in legno intagliato dipinto nel muro" non rimane nessuna traccia.